# Martin Ndongo-Ebanga
Pour les articles homonymes, voir Ndongo.
Martin Ndongo-Ebanga est un boxeur camerounais né le 23 mars 1966 à Yaoundé où il meurt le 6 mars 2024.

## Carrière
Martin Ndongo-Ebanga remporte une médaille de bronze dans la catégorie des poids légers aux Jeux olympiques de 1984 à Los Angeles dans la catégorie des moins de 60 kg.
Il est médaillé de bronze aux Jeux africains de Nairobi en 1987 dans la catégorie des poids légers.
Il participe également aux Jeux de Séoul quatre ans plus tard mais s'incline au 2e tour de la catégorie des poids super-légers face au Kényan David Kamau.
Martin Ndongo Ebanga meurt le 6 mars 2024 à Yaoundé à l'âge de 57 ans.